# Barry Hannah
Pour les articles homonymes, voir Hannah.
Barry Hannah, né le 23 avril 1942 à Meridian dans le Mississippi et mort le 1er mars 2010 à Oxford dans le Mississippi, est un écrivain américain.

## Œuvres  traduites en français

### Romans
- Geronimo Rex, Gallimard, 2000 ((en) Geronimo Rex, 1972)
- Là-bas, se tient ton orphelin, Gallimard, 2004 ((en) Yonder Stands Your Orphan, 2001)

### Recueils de nouvelles
- La Tête à l'envers, Gallimard, 1996 ((en) Bats out of Hell, 1993)
- Les Grands Solitaires, Gallimard, 2002 ((en) High Lonesome, 1996)